# Šara poljarica
Šara poljarica (latinski: Hierophis gemonensis) vrsta je zmije iz porodice Colubridae. Prisutna je u Italiji, Grčkoj (uključujući otoke), Albaniji, Bosni i Hercegovini, Kosovu, Hrvatskoj, Sjevernoj Makedoniji, Srbiji i Sloveniji, a prirodna staništa su joj mediteranska vegetacija, pašnjaci, planaže i seoski vrtovi. Iako je sve manje njezinih staništa, IUCN sveukupno smatra kako vrsta nije ugrožena. 

## Opis
Šara poljarica vitka je zmija s glatkim ljuskama, dužine obično ispod 1 metra, a može se pronaći i do primjeraka dugačkih 130 cm. Glava je prilično različita od tijela i ima istaknute oči s okruglim zjenicama. Glava i prednji dio tijela maslinasto-sive su ili žućkasto-smeđe boje, s tamnim mrljama razdvojenim bljeljim dijelovima koji mogu oblikovati nepravilne šare. U nekim mjerilima često se pojavljuju male bijele mrlje. Nadalje, tamne mrlje obično su raspoređene u uzdužnim linijama koje daju prugasti efekt. Podočnjaci su bjelkasti ili blijedo žuti, s ponekim mrljama na stranama vrata, a ponekad i drugdje. Obično ima 19 ljuskica oko srednjeg dijela tijela, 160 do 187 na trbuhu i 80 do 116 ljuskica ispod repa.

## Rasprostranjenost i stanište
Šaru poljaricu možemo naći u krajnjoj sjeveroistočnoj Italiji, na prostorima bivše Jugoslavije, Albaniji i kontinentalnoj Grčkoj, kao i na mnogim obalnim otocima. Prisutna je i na Kreti, Jonskim otocima, Euboeji, Kyteri i Karpatosu. Njezina tipična staništa su kamenita područja, obronci, grmlje, otvorena šuma, obalne ceste i ruševine.

## Ponašanje
Šara poljarica dnevna je, prizemna vrsta, iako se ponekad proteže kroz nisko raslinje. Brza je i spretna te se hrani gušterima, velikim insektima poput skakavaca, pticama i malih sisavaca. Ženke polažu nakupine od četiri do deset jajašaca čiji promjer iznosi 17 mm. Zimi hibernira u mjestima kao što su pukotine stijena, životinjske jazbine ili gospodarske zgrade, a ponekad će nekoliko jedinki dijeliti prostor.

## Status zaštite
Šara poljarica ima širok raspon i uobičajena je u većem broju. Nisu utvrđene posebne prijetnje, ali ona je izložena gubitku staništa zbog poljoprivrede, požara i zagađenja. Međunarodna unija za zaštitu prirode po ugroženosti ju je svrstala u "najmanji stupanj zabrinutosti".

## Otrovnost
Šara poljarica nije opasna za ljude.

## Vanjske poveznice
|  | Zajednički poslužitelj ima još gradiva o temi Hierophis gemonensis |
|  | Wikivrste imaju podatke o taksonu Hierophis gemonensis             |